# Gabriela Rodríguez (produttrice cinematografica)
Gabriela Rodríguez (1980) è una produttrice cinematografica venezuelana.
Collaboratrice frequente del regista Alfonso Cuarón, nel 2019 è stata candidata all'Oscar al miglior film per Roma.

## Biografia
Laureata in cinema alla Suffolk University di Boston, conosce Alfonso Cuarón durante un'intervista a New York, venendo assunta due mesi più tardi nella casa di produzione del regista, la Esperanto Filmoj, prima come stagista e poi come assistente personale di Cuarón. Si interessa al mestiere di produttore seguendo, in qualità di assistente di Cuarón, la lavorazione del suo film I figli degli uomini (2006) a Londra.
Nel 2013 è stata la produttrice associata di Gravity e ha prodotto il cortometraggio Aningaaq, diretto dal figlio di Cuarón, Jonás, prima di arrivare ai vertici della Esperanto. Nel 2018 ha prodotto Roma, che ha vinto numerosi premi in giro per il mondo: tra questi, Rodríguez è stata candidata al Premio Oscar per il miglior film, in qualità di produttrice, diventando così la prima donna latinoamericana a ricevere una candidatura in questa categoria.

## Filmografia
- Gravity, regia di Alfonso Cuarón (2013) - produttrice associata
- Aningaaq, regia di Jonás Cuarón – cortometraggio (2013)
- Roma, regia di Alfonso Cuarón (2018)
- Le pupille, regia di Alice Rohrwacher – cortometraggio (2022)
- Raymond & Ray, regia di Rodrigo García (2022) - produttrice esecutiva
- Disclaimer - La vita perfetta (Disclaimer), regia di Alfonso Cuarón – miniserie TV, 7 puntate (2024) - produttrice esecutiva

## Riconoscimenti
- Premio Oscar
  - 2019 – Candidatura al miglior film per Roma
- Premio BAFTA
  - 2019 – Miglior film per Roma
- Premio Ariel
  - 2019 – Miglior film per Roma
- PGA Awards
  - 2019 – Candidatura al premio Darryl F. Zanuck al miglior film per Roma